# Stoltenbjerg
Stoltenbjerg er en bakketop i Staldbakkerne, der med sine 88 meter er det højeste punkt på Danmarks største indlandshede Randbøl Hede syd for Billund
Bakkerne er skabt af flyvesand, der her er blæst sammen før bevoksningen bandt den store sandflade efter istiden og under senere sandstorme helt frem til 1500-1600-tallet. Nogle steder er der stadig lysende, hvide vindbrud i sandet, men de fleste af klitterne er grå og helt bevoksede.
Sandet det danner Staldbakkerne og Stoltenbjerg, kommer oprindeligt fra de enorme mængder sand, der er afsat af strømmende vand i den sene del af sidste istid, for omkring 18.000 år siden.
Med sine 17 meter højde over resten af heden er der fra toppen af Stoltenbjerg en fremragende udsigt.
Rundt om Stoltenbjerg er der bevoksninger med lyng, blåbær, græsser og andre urter.

## Kulturhistorie
Den gamle oldtidsvej Vorbasse Studevej kan endnu anes ved slugterne i Staldbakkerne, tæt ved Stoltenbjerg
Staldbakkerne har fået sit navn under svenske-krigene, hvor beboerne gemte deres heste for svenskerne i de øde bakker.

På Stoltenbjerg findes der spor af skyttegrave og maskingevær-reder fra 2. verdenskrig. På toppen af Stoltenbjerg byggede tyskerne et observationstårn, hvor de kunne overvåge hele hedeområdet, der var fyldt med skjulte jagerfly og bombefly. Dette var i 1944 at tyskerne anlagde en nødflyveplads, kaldet Jägerplatz Fitting for jagerfly på selve Randbøl Hede.

## Beskyttelse
Hele Randbøl Hede og dermed Stoltenbjerg og resten af Staldbakkerne er en del af Natura 2000-område nr. 82 Randbøl Hede og klitter i Frederikshåb Plantage, er fuglebeskyttelsesområde og er fredet af flere omgange.

## Eksterne kilder og henvisninger
1. 1 2  Om fredningen Fredninger.dk
2. ↑  http://naturstyrelsen.dk/naturoplevelser/naturguider/randboel-hede-og-frederikshaab-plantage/sevaerdigheder/#stoltenbjerg Naturstyrelsen.dk
3. ↑  http://naturstyrelsen.dk/naturoplevelser/naturguider/randboel-hede-og-frederikshaab-plantage/sevaerdigheder/#maskingevaer Naturstyrelsen.dk
4. ↑  Randbøl Hede og Frederikshåb Plantage